# Hyperalgezie
Hyperalgezie je zvýšená citlivost na bolest.